# Моече
Моече (гал. Moeche, ісп. Moeche) — муніципалітет в Іспанії, у складі автономної спільноти Галісія, у провінції Ла-Корунья. Населення — 1416 осіб (2009).
Муніципалітет розташований на відстані близько 499 км на північний захід від Мадрида, 42 км на північний схід від Ла-Коруньї.
Муніципалітет складається з таких паррокій: Абаде, Лабасенгос, Сан-Шоан-де-Моече, Сан-Шуршо-де-Моече, Санта-Крус-де-Моече.

## Демографія
Динаміка населення (INE ):

## Галерея зображень

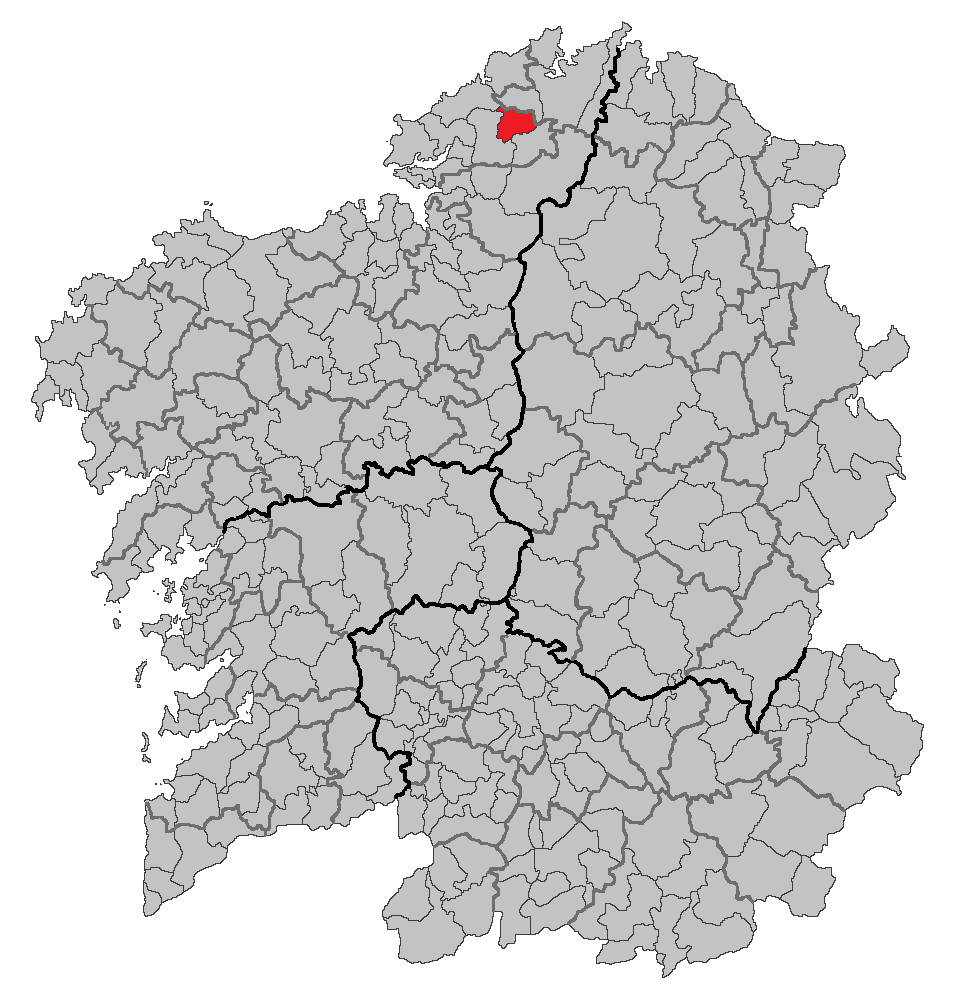
Розташування муніципалітету